# Dalhems landskommun, Gotland
Dalhems landskommun var en tidigare kommun på östra delen av Gotland.

## Administrativ historik
I Dalhems socken i Gotlands norra härad bildades denna landskommun när de svenska kommunalförordningarna trädde i kraft 1863. 
Vid kommunreformen 1952 bildade den storkommun genom sammanläggning med de tidigare kommunerna Ekeby, Ganthem, Gothem, Hörsne med Bara, Källunge, Norrlanda och Vallstena.
Landskommunens gränser ändrades flera gånger (årtal avser den 1 januari det året om inget annat anges):
- 1964 - Från Dalhems landskommun överfördes till Slite köping och Boge församling dels ett obebott område omfattande en areal av 0,16 kvadratkilometer land från Vallstena församling, dels ett obebott område omfattande en areal av 0,17 kvadratkilometer land från Källunge församling.[2]
- 1964 - Till Dalhems landskommun och Källunge församling överfördes från Tingstäde landskommun och Hejnums församling ett obebott område omfattande en areal av 0,10 kvadratkilometer land.[2]
- 1964 - Från Dalhems landskommun och Ganthems församling överfördes till Romaklosters landskommun och Halla församling ett område med 1 invånare och omfattande en areal av 0,08 kvadratkilometer land.[2]
- 1964 - Till Dalhems landskommun och Källunge församling överfördes från Romaklosters landskommun och Hejdeby församling ett obebott område omfattande en areal av 0,16 kvadratkilometer land.[2]
- 1965 - Från Dalhems landskommun och Gothems församling överfördes till Romaklosters landskommun och Anga församling ett obebott område omfattande en areal av 0,03 kvadratkilometer land.[2]
- 1965 - Till Dalhems landskommun och Norrlanda församling överfördes från Romaklosters landskommun och Anga församling ett obebott område omfattande en areal av 0,03 kvadratkilometer land.[2]
- 1965 - Från Dalhems landskommun och Ekeby församling överfördes till Romaklosters landskommun och Endre församling ett obebott område omfattande en areal av 0,02 kvadratkilometer land.[2]
- 1966 - Från Dalhems landskommun och Ekeby församling överfördes till Romaklosters landskommun och Barlingbo församling ett område med 5 invånare och omfattande en areal av 0,11 kvadratkilometer land.[2]
- 1966 - Till Dalhems landskommun och Ganthems församling överfördes från Romaklosters landskommun och Björke församling ett område med 1 invånare och omfattande en areal av 0,35 kvadratkilometer land.[2]

Den 1 januari 1971 bildades enhetskommunen Gotlands kommun, varvid denna kommun, liksom öns övriga kommuner och Gotlands läns landsting upplöstes. När Dalhems landskommun upplöstes hade den 2 162 invånare.

### Kyrklig tillhörighet
I kyrkligt hänseende tillhörde landskommunen först Dalhems församling. Vid kommunreformen 1 januari 1952 tillkom församlingarna Ekeby, Ganthem, Gothem, Hörsne med Bara, Källunge, Norrlanda och Vallstena.

## Geografi
Dalhems landskommun omfattade den 1 januari 1952 en areal av 263,44 km², varav 262,36 km² land.

### Tätorter i kommunen 1960
I Dalhems landskommun fanns den 1 november 1960 ingen tätort. Tätortsgraden i kommunen var då alltså 0,0 procent.

## Näringsliv
Vid folkräkningen den 31 december 1950 var huvudnäringen för landskommunens (med 1952 års gränser) befolkning uppdelad på följande sätt:
- 69,4 procent av befolkningen levde av jordbruk med binäringar
- 17,6 procent av industri och hantverk
- 4,7 procent av samfärdsel
- 2,8 procent av handel
- 2,5 procent av offentliga tjänster m.m.
- 2,5 procent av husligt arbete
- 0,6 procent av ospecificerad verksamhet.

Av den förvärvsarbetande befolkningen (1 245 personer) jobbade bland annat 68,0 procent med jordbruk med binäringar. 61 av förvärvsarbetarna (4,9 procent) hade sin arbetsplats utanför landskommunen.

## Befolkningsutveckling
Befolkningsutveckling i Dalhems landskommun 1870-1960

Stapeln för 1950 avser kommunens gränser efter reformen 1952.

## Politik

### Andrakammarval 1952-1968
Siffrorna är avrundade så summan kan vara en annan än 100.
| Parti          | 1952  | 1956  | 1958  | 1960  | 1964  | 1968  |
| -------------- | ----- | ----- | ----- | ----- | ----- | ----- |
| H              | 18,4  | 16,1  | 17,7  | 15,5  | 12,7  | 14,4  |
| C              | 47,4  | 44,7  | 54,9  | 54,2  | *     | *     |
| F              | 12,4  | 17,6  | 9,7   | 7,7   | *     | *     |
| KDS            | *     | *     | *     | *     | *     | 0,4   |
| MP             | *     | *     | *     | *     | 62,5  | 60,3  |
| S              | 21,8  | 21,5  | 17,7  | 22,3  | 24,7  | 24,9  |
| VPK            | *     | 0,1   | *     | 0,3   | *     | *     |
| Giltiga röster | 1 535 | 1 464 | 1 405 | 1 465 | 1 342 | 1 374 |

### Mandatfördelning i valen 1942-1966
| 3 | 5 | 5 | 2 |

| 15 |

| 15 |

| 15 |

| 7 | 21 | 2 | 5 |

| 34 |

| 8 | 17 | 3 | 7 |

| 33 |

| 7 | 20 | 2 | 6 |

| 35 |

| 9 | 19 | 2 | 5 |

| 35 |

| 8 | 19 | 3 | 5 |

| 33 |